# Хартман, Никола
Никола Хартман (нем. Nikola Hartmann, р.5 июня 1975), впоследствии взявшая фамилию Хартман-Дюнзер (нем. Hartmann-Dünser) — австрийская спортсменка, борец вольного стиля, многократная чемпионка мира и Европы.

## Биография
Родилась в 1975 году в Гётцисе, борьбой занималась под руководством своего отца Бруно Хартмана (участника Олимпиады-1972). В 1993, 1994 и 1995 годах выигрывала чемпионаты мира. В 1996 и 1997 годах становилась чемпионкой Европы. В 1998 году стала и чемпионкой мира, и чемпионкой Европы. В 1999 году стала чемпионкой Европы, но на чемпионате мира была лишь 6-й. В 2000 году вновь стала и чемпионкой мира, и чемпионкой Европы. В 2003 году стала серебряной призёркой чемпионата Европы. На чемпионатах Европы 2005 и 2006 годов завоевала бронзовые медали.